# Agrotis nigricornis
Agrotis nigricornis là một loài bướm đêm trong họ Noctuidae.